# Jonathan Tucker
Jonathan Moss Tucker (Boston, Massachusetts, 31 de maio de 1982) é um ator norte-americano.

## Biografia
Filho de Maggie Moss, uma analista de relações públicas e Paul Hayes Tucker, um escritor e professor universitário, que é a principal autoridade do mundo em Claude Monet e no impressionismo francês. Seu pai é americano e católico irlandês e sua mãe é judia. Ele foi criado em Charlestown, tradicional bairro irlandês de Boston e frequentou a Park School, em Brookline, Massachusetts.
Tucker frequentou o Boston Ballet e interpretou "Fritz" na produção de O Quebra-Nozes quando ele estava no terceiro ano. Frequentou a Thacher School, em Ojai, Califórnia, se graduando em 2001. Ele renunciou à admissão na Universidade de Columbia, onde ele foi aceito antecipadamente.
Sua cena de sexo com Josh Lucas, no filme Até o Fim, foi filmado em seu décimo oitavo aniversário, a fim de evitar implicações legais.

## Filmografia
| Filmes            | Filmes                            | Filmes                  | Filmes       |
| Ano               | Título                            | Papel                   | Notas        |
| ----------------- | --------------------------------- | ----------------------- | ------------ |
| 2010              | Meskada                           | Shane Loakin            |              |
| 2009              | Veronika Decide Morrer            | Edward                  |              |
| 2009              | An Englishman in New York         | Patrick Angus           |              |
| 2008              | As Ruínas                         | Jeff                    |              |
| 2007              | No Vale das Sombras               | Mike Deerfield          |              |
| 2007              | Day 73 with Sarah                 | David                   |              |
| 2007              | Cherry Crush                      | Jordan Wells            |              |
| 2006              | Pulse                             | Josh                    |              |
| 2006              | Love Comes to the Executioner     | Heck Prigusivac         |              |
| 2005              | Refém                             | Dennis Kelly            |              |
| 2004              | Criminal (filme de 2004)          | Michael                 |              |
| 2004              | Perfeitos no Amor                 | Mark Deloach            |              |
| 2003              | O Massacre da Serra Elétrica      | Morgan                  |              |
| 2001              | Ball in the House                 | JJ                      |              |
| 2001              | Até o Fim                         | Beau Hall               |              |
| 2000              | 100 Garotas                       | Matthew                 |              |
| 1999              | As Virgens Suicidas               | Tim Weiner              |              |
| 1998              | Mr. Music                         | Rob Tennant             | Para TV      |
| 1996              | Sleepers – A Vingança Adormecida  | Tommy Marcano (jovem)   |              |
| 1996              | Corações Roubados                 | Todd                    |              |
| 1994              | Os Encrenqueiros                  | Moses Junior            |              |
| Televisão         |                                   |                         |              |
| Ano               | Título                            | Papel                   | Notas        |
| 2017              | American Gods                     | Low Key Lyesmith        | 1 episódio   |
| 2007              | The Black Donnellys               | Tommy Donnelly          | 14 episódios |
| 2006              | Law & Order: Criminal Intent      | Drew Ramsey             | 1 episódio   |
| 2005              | Masters of Horror                 | Jack                    | 1 episódio   |
| 2004              | Six Feet Under                    | Bruno Baskerville Walsh | 1 episódio   |
| 2003              | Law & Order: Special Victims Unit | Ian Tate                | 1 episódio   |
| 2003              | CSI: Crime Scene Investigation    | Peter Arnz              | 1 episódio   |
| 2002              | Philly                            | Eli Wexler              | 1 episódio   |
| 2001              | The Practice                      | James Tucker            | 2 episódios  |
| 1997              | Early Edition                     | Tony                    | 1 episódio   |
| Jogos eletrônicos |                                   |                         |              |
| Ano               | Título                            | Papel                   | Notas        |
| 2017              | Call of Duty: WWII                | Robert Zussman          |              |

## Prêmios e Indicações
| Ano  | Resultado | Premiação                             | Indicação                                   | Título    |
| ---- | --------- | ------------------------------------- | ------------------------------------------- | --------- |
| 2008 | Venceu    | Young Hollywood Award                 | Performance Proeminente                     |           |
| 2003 |           | Dubrovnik International Film Festival |                                             |           |
| 2000 | Indicado  | Young Artist Award                    | Melhor Performance em Filme de TV ou Piloto | Mr. Music |